# Blastopsylla
Blastopsylla är ett släkte av insekter. Blastopsylla ingår i familjen rundbladloppor.
Kladogram enligt Catalogue of Life:
| Blastopsylla | \| \| Blastopsylla adnatariae \| \| \| \| \| \| Blastopsylla bivittata \| \| \| \| \| \| Blastopsylla brunnea \| \| \| \| \| \| Blastopsylla moorei \| \| \| \| \| \| Blastopsylla multisetulae \| \| \| \| \| \| Blastopsylla nigricollaris \| \| \| \| \| \| Blastopsylla occidentalis \| \| \| \| \| \| Blastopsylla octosetulae \| \| \| \| |
|              | \| \| Blastopsylla adnatariae \| \| \| \| \| \| Blastopsylla bivittata \| \| \| \| \| \| Blastopsylla brunnea \| \| \| \| \| \| Blastopsylla moorei \| \| \| \| \| \| Blastopsylla multisetulae \| \| \| \| \| \| Blastopsylla nigricollaris \| \| \| \| \| \| Blastopsylla occidentalis \| \| \| \| \| \| Blastopsylla octosetulae \| \| \| \| |
|              | Blastopsylla adnatariae |
|              | |
|              | Blastopsylla bivittata |
|              | |
|              | Blastopsylla brunnea |
|              | |
|              | Blastopsylla moorei |
|              | |
|              | Blastopsylla multisetulae |
|              | |
|              | Blastopsylla nigricollaris |
|              | |
|              | Blastopsylla occidentalis |
|              | |
|              | Blastopsylla octosetulae |
|              | |